# Тердік
Тердік (нід. Terdiek) — селище в нідерландській провінції Північна Голландія. Входить до муніципалітету Голландс-Крон. Наразі у ньому нараховується близько 40 будинків.